# Jonathan's Space Report
Jonathan's Space Report (JSR) és un butlletí sobre l'era espacial. És escrit per Jonathan McDowell, on és un astrofísic de la Harvard-Smithsonian Center for Astrophysics. L'agenda s'actualitza a mesura del temps lliure que disposi McDowell, però tracta de publicar dos temes cada mes.
Va començar el 1989, el butlletí informa sobre els últims llançaments espacials, les activitats de l'Estació Espacial Internacional i desenvolupaments de naus espacials. De vegades l'informe de McDowell corregeix els llocs web oficials de la NASA, o proporciona dades addicionals sobre els llançaments classificats que no estan disponibles en altres llocs.
Projectes associats al lloc web JSR són:
- Un catàleg de tots els satèl·lits geoestacionaris i les seves posicions actuals
- Un llistat dels intents de llançament de satèl·lits
- Una referència creuada entre el nombre de catàleg i la designació internacional de satèl·lits artificials

McDowell ha fet campanya per tot els Estats Units per al compliment de la Convenció sobre el registre d'objectes de l'espai exterior de l'ONU (1975) i la Resolució 1721B de l'ONU (1961).